# Hygronemobius epia
Hygronemobius epia är en insektsart som beskrevs av Otte, D. och Perez-gelabert 2009. Hygronemobius epia ingår i släktet Hygronemobius och familjen syrsor. Inga underarter finns listade i Catalogue of Life.